# Emmanuel Mas
Emmanuel Matías Mas (* 15. Januar 1989 in San Juan) ist ein argentinischer Fußballspieler.

## Karriere

### Verein
Mas begann seine Profikarriere 2008 bei CA San Martín de San Juan und wechselte 2013 zum CA San Lorenzo de Almagro, mit dem er ein Jahr später die Copa Libertadores gewann. Zur Rückrunde der Saison 2016/17 wurde er vom türkischen Erstligisten Trabzonspor verpflichtet. Im Januar 2018 wechselte er zurück nach Argentinien und schloss sich den Boca Juniors an. Hier gewann er die nationale Meisterschaft und nahm an der Copa Libertadores teil. In dreieinhalb Jahren absolvierte er dort 78 Pflichtspiele und erzielte dabei fünf Treffer. Die Saison 2021 verbrachte er bei Orlando City in der Major League Soccer und kehrte dann zurück in die Heimat zu Estudiantes de La Plata.

### Nationalmannschaft
Der Abwehrspieler bestritt von 2015 bis 2017 insgesamt acht Partien für die argentinische A-Nationalmannschaft.

## Erfolge
- Copa Libertadores: 2014
- Argentinischer Meister: 2018